# Anton Daniël Leeman

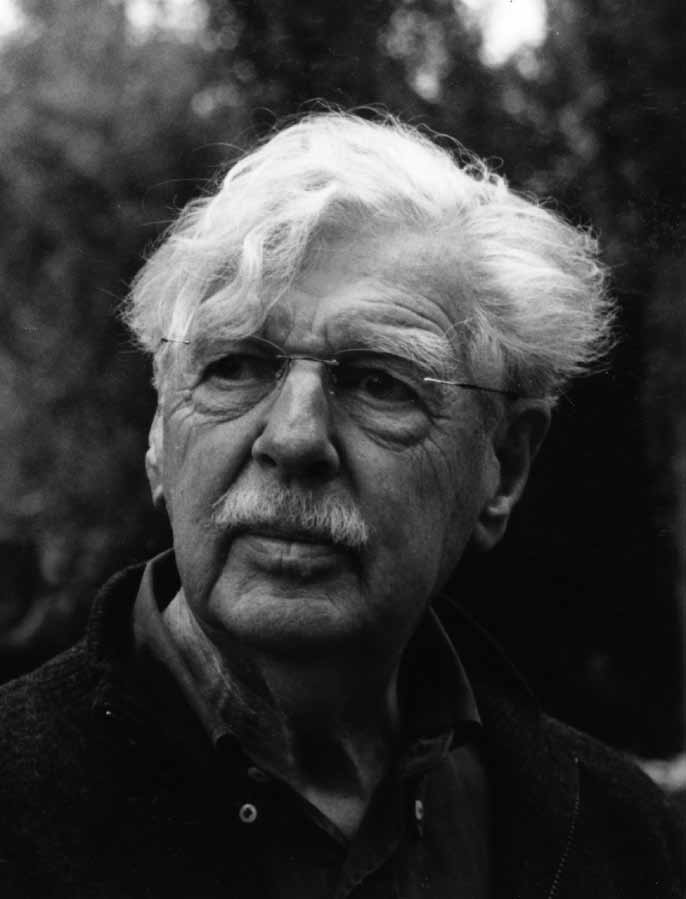

Anton (Ton) Daniël Leeman (Rotterdam, 9 april 1921 - Lottum, 5 augustus 2010) was een Nederlands latinist, die gedurende 34 jaar hoogleraar Latijn was aan de Universiteit van Amsterdam.
Leeman deed in 1939 eindexamen alpha aan het Erasmiaans Gymnasium in Rotterdam. In datzelfde jaar behaalde hij het staatsexamen bèta. Vervolgens studeerde hij klassieke Taal- en Letterkunde aan de Rijksuniversiteit Leiden, alwaar hij in 1949 promoveerde op een proefschrift over Cicero's waardering van de roem. In 1952 werd hij benoemd tot hoogleraar Latijnse taal- en letterkunde aan de Universiteit van Amsterdam, alwaar hij op 1 mei 1986 met emeritaat ging. Leeman heeft zich veel beziggehouden met de retorica; hij was lid van de International Society for the History of Rhetoric. Internationaal bekend is zijn werk Orationis Ratio over de stilistiek van het Latijnse proza. Binnen Nederland is zijn naam verder bekend van enkele schooluitgaven. Leeman was Ridder in de Orde van de Nederlandse Leeuw.

## Publicaties (selectie)
- 1949: Gloria: Cicero's waardering van de roem, en haar achtergrond in de hellenistische wijsbegeerte en de romeinse samenleving (Proefschrift.)
- 1949: C. Sallusti Crispi Bellum Iugurthinum. Volledig herziene uitgave van de schooleditie van P.H. Damsté van Sallustius' Oorlog tegen Iugurtha.
- 1952: A systematical bibliography of Sallust (1879-1950). Tweede, uitgebreide, uitgave (1965) onder de titel A systematical bibliography of Sallust (1879-1964).
- 1952: Hieronymus' droom: de betekenis van Cicero voor christendom en humanisme. Inaugurele rede, uitgesproken op 26 mei 1952 bij de aanvaarding van zijn hoogleraarschap.
- 1956: Rubico. Teksten van Caesar, Cicero en Sallustius over het uitbreken van de 2e Burgeroorlog. Ingeleid en geannoteerd.
- 1957: Aufbau und Absicht von Sallusts Bellum Jugurthinum.
- 1963: Orationis Ratio. The stylistic Theories and Practice of the Roman Orators, Historians and Philosophers.  (Een Italiaanse vertaling verscheen in 1974.)
- 1966: Schelmen en tafelschuimers : een satyrische zedenroman uit de tijd van keizer Nero. Gedeeltelijke vertaling van het Satyricon van Petronius.
- 1967:  11e Druk van het Beknopt Latijns-Nederlandsch Woordenboek van F. Muller en E.H. Renkema, bewerkt door Leeman. Latere herdruk onder de titel Wolters' handwoordenboek Latijn-Nederlands.
- 1973: Romanitas. Synthematische bloemlezing uit de Latijnse literatuur. Schoolboek. De Duitse vertaling uit 1986 bevat ook een deel commentaar (door H. Wimmer).
- 1981-2008: (Samen met Harm Pinkster): M. Tullius Cicero: De oratore libri III. Tekst met uitgebreid Duitstalig commentaar (vijf delen)
- 1982: The Technique of Persuasion in Cicero’s Pro Murena, in: Éloquence et rhétorique chez Cicéron (Fondation Hardt, deel XXVIII, blz. 193-236).
- 1985:  "Wat is wijsheid?" Rede uitgesproken op 8 januari 1985 in het Concertgebouw ter gelegenheid van de 353ste dies natalis van de Universiteit van Amsterdam.
- 1985: Form und Sinn: Studien zur römischen Literatur, verzamelbundel artikelen.
- 1987: (Samen met A.C. Braet): Klassieke retorica: haar inhoud, functie en betekenis.

- Bibsys: 90330801
- Bibliothèque nationale de France: cb12038678k (data)
- Catàleg d'autoritats de noms i títols de Catalunya: 981058524475406706
- Digitale Bibliotheek voor de Nederlandse Letteren: leem013
- Gemeinsame Normdatei: 13277125X
- International Standard Name Identifier: 0000 0001 0395 2400
- Library of Congress Control Number: n82139041
- Nationale Bibliotheek van Tsjechië: mub2013741879
- Nationale Bibliotheek van Israël: 987007272996805171
- Nederlandse Thesaurus van Auteursnamen: 069214719
- Istituto Centrale per il Catalogo Unico: CFIV083091
- Système universitaire de documentation: 028579356
- Virtual International Authority File: 12325283
- WorldCat: E39PBJvhrWwtWqXByJ8F7YPxXd